# Distribucións Arnoia
Arnoia Distribución de Libros S.A., également connue sous le nom de Distribucións Arnoia est un groupe d'entreprises galicien qui se consacre à la distribution de livres, tant en Espagne qu'à l'étranger. Elle a été créée en 1987 en tant qu'entreprise indépendante, avec une organisation commerciale et logistique centralisée dans l'aire urbaine de Pontevedra.

## Activité
Elle compte plus de 6 000 clients, répartis sur la péninsule ibérique, en Europe et en Amérique. Elle a une zone de stockage de plus de 12 000 m² à Pontevedra (Ponte Caldelas), Cash & Carry à Valence et Oviedo, et un bureau commercial à Lisbonne.  
Le nombre d'employés est d'environ 180 personnes, et son fonds de distribution dépasse 3 300 éditeurs, 500 000 références et 160 000 titres en stock. 

## Voir également

### Autres articles
- Froiz
- Pontevedra
- Kalandraka